# Adolph Beer
Johann Adolph Ferdinand Beer, född 3 september 1792 i Hamburg, död 30 december 1864, var en tysk violinist och tonsättare.
Beer kom från en framstående tysk-judisk musikersläkt, och var avlägset släkt med Giacomo Meyerbeer. Åren 1822–1834 verkade han tillsammans med sin hustru, som var pianist, i Stockholm som kammarmusiker. Beer gjorde även vissa försök som tonsättare. Han invaldes 1828 i Kungliga Musikaliska Akademien.

## Biografi
Adolph Beer föddes 3 september 1792 i Hamburg. Han var elev till Louis Spohr. Gifte sig 1818 med pianisten Henriette Grund. Beer anställdes 1 juli 1822 som violinist vid Kungliga hovkapellet i Stockholm och slutade 1 juli 1834. Där han även var konsertmästare. Han var anställd 1834–1844 vid kejserliga operan i S:t Petersburg. Beer avled 30 december 1864.

## Musikverk

### Orkester
- Air varié för violin och orkester. Uppförd fyra gånger mellan 1822 och 1830.[2]
- Ouvertyr för orkester. Uppförd i mars 1825.[2]
- Violinkonsert. Uppförd januari 1822, 1827 i Göteborg, 1827 på Stora teatern, 1835 i Sankt Petersburg (två gånger).[2]
- Violinkonsert. Uppförd februari 1824, 1833, 1838 och 27 maj i Riga.[2]
- Tema med introduktion och variationer.[2]
- Violinkonsert i A-dur. Tillägnad konsertmästaren G. Müller hos hertigen av Braunschweig. Uppförd november 1822, 1826–1830, 1827 i Uppsala och första satsen 1832 i Sankt Petersburg.[2]

### Kammarmusik
- Polonäs, opus 3, för stråkkvartett. Tillägnad O. J. Arenander, Stockholm.[2]
- Morceaux de salon för violin och piano.[2]
- Tre stora konsertduetter för två violiner. Komponerad 19 maj 1827, Uppsala.[2]
- Rondo och variationer för violin på en romans ur Joseph av Étienne-Nicolas Méhul. Uppförd i mars 1828.[2]

### Piano
- Riksdagsvalsen.[2]